# Darran Valley
Darran Valley (en anglais) ou Cwm Darran (en gallois) est une communauté du borough de comté de Caerphilly, au pays de Galles.
Elle comprend les villages de Deri (en) et Fochriw (en). Au recensement de 2011, elle comptait 2 607 habitants.